# Héctor Eduardo Corte
Héctor Eduardo Corte (Rosario, 15 de marzo de 1950-Asunción, 3 de marzo de 2024) fue un exfutbolista Argentino, portero, entrenador y periodista deportivo, radicado en Paraguay desde 1972.

## Trayectoria
Corte comenzó su carrera jugando en el Club Náutico San Lorenzo de la localidad santafesina en los años 1961 y 1962 y fue el primer campeón infantil de “La canchita del cura” con el equipo llamado “Estrellita”. Luego jugó en las inferiores de Club Atlético Trebolense debutando a los 16 años en primera en el año 1966 y atajó en el “Cele” hasta el 68. Siguió su carrera en el Club Atlético Newell’s Old Boys de Rosario. Más tarde recibe una oferta de Cerro Porteño de Paraguay donde más tarde se radica con toda su familia.
Además de Cerro Porteño, con que fue su arquero en el tricampeonato de 1972 a 1974, pasó por Colegiales, Luqueño y Tembetary. Como profesor de educación física recibido en Argentina, trabajó en las formativas de varios clubes, hasta que se retiró tempranamente a los 28 años para dedicarse a los negocios, en gerencia comercial y luego al periodismo.

## Clubes

### Como jugador
| Club                     | País      | Año         |
| ------------------------ | --------- | ----------- |
| Club Atlético Trebolense | Argentina | 1966 - 1967 |
| Newell’s Old Boys        | Argentina | 1968 - 1971 |
| Cerro Porteño            | Paraguay  | 1972 - 1974 |
| Colegiales               | Paraguay  | 1975        |
| Sportivo Luqueño         | Paraguay  | 1976        |
| Atletico Tembetary       | Paraguay  | 1977        |

### Como entrenador
| Club                  | País     | Año         |
| --------------------- | -------- | ----------- |
| Sol de America        | Paraguay | 1991 - 1993 |
| Selección de Paraguay | Paraguay | 1997        |
| Sportivo Luqueño      | Paraguay | 2001        |